# West End Girls
Pour le groupe suédois du même nom, voir West End Girls (groupe).
Singles de Pet Shop Boys
One More Chance
(1984)
West End Girls est une chanson du duo britannique Pet Shop Boys. Composée par Neil Tennant et Chris Lowe, cette chanson est sortie en single à deux reprises. Il s'agit d'une chanson pop dans laquelle on sent l'influence du hip-hop. Les paroles traitent des classes sociales et de la pression dans les grandes villes. Elle s'inspire du poème The Waste Land (La Terre vaine) de T. S. Eliot. West End Girls est considérée comme l'un des points saillants dans la carrière du duo. 
Singles de Pet Shop Boys
Opportunities (Let's Make Lots of Money)
(première édition, 1985) Love Comes Quickly
(1986)

## Description
La première version de la chanson a été produite par Bobby Orlando. Elle est parue sous l'étiquette Bobcat Records de la maison Columbia Records en avril 1984, devenant un succès dans les clubs de danse aux États-Unis et dans quelques pays d'Europe. Après avoir signé avec EMI, les Pet Shop Boys ont enregistré à nouveau la chanson, cette fois-ci avec le producteur Stephen Hague, pour qu'elle figure sur leur premier album, Please.
Vers la fin de 1985, West End Girls a été lancée à nouveau, atteignant en 1986 le sommet des palmarès tant aux États-Unis qu'au Royaume-Uni.
En 1987, la chanson a été sacrée meilleure chanson de l'année aux BRIT Awards, et plus grand succès international aux Ivor Novello Awards.
En 2005, 20 ans après sa sortie, West End Girls a été couronnée chanson de la décennie (de 1985 à 1994) par la British Academy of Composers and Songwriters.

## Classements et certifications

### Classements hebdomadaires
| Classement (1984)                      | Meilleure position |
| -------------------------------------- | ------------------ |
| Belgique (Flandre Ultratop 50 Singles) | 16                 |

| Classement (1986)                      | Meilleure position |
| -------------------------------------- | ------------------ |
| Afrique du Sud (Springbok Radio)       | 2                  |
| Allemagne (Media Control AG)           | 2                  |
| Australie (Kent Music Report)          | 5                  |
| Autriche (Ö3 Austria Top 40)           | 5                  |
| Belgique (Flandre Ultratop 50 Singles) | 6                  |
| Canada (100 Singles)                   | 1                  |
| États-Unis (Billboard Hot 100)         | 1                  |
| États-Unis (Hot Dance Club Songs)      | 1                  |
| Irlande (IRMA)                         | 2                  |
| Norvège (VG-lista)                     | 1                  |
| Nouvelle-Zélande (RMNZ)                | 1                  |
| Pays-Bas (Single Top 100)              | 4                  |
| Royaume-Uni (UK Singles Chart)         | 1                  |
| Suède (Sverigetopplistan)              | 2                  |
| Suisse (Schweizer Hitparade)           | 2                  |

### Certifications
| Pays                  | Certification |
| --------------------- | ------------- |
| Canada (Music Canada) | Or            |
| Royaume-Uni (BPI)     | Or            |